# 共立印刷
共立印刷株式会社（きょうりついんさつ、KYORITSU PRINTING CO.,LTD.)は、東京都板橋区に本社を置く商業印刷及び出版印刷の大手企業。
本項では、東京証券取引所スタンダード市場上場に上場し、持株会社である株式会社KYORITSU（きょうりつ、KYORITSU  CO., LTD.）に関しても記述する。

## 概要
- 「チラシ」、「カタログ」、「書籍・雑誌」、「フリーペーパー」、「地図」、「教科書」、「ダイレクトメール」、「PRツール（会社案内・封筒・紙袋・クリアファイル・カレンダー等）」、「店舗ツール（ポスター・POP・看板・のぼり等）」、「紙包材（パッケージ・紙器・包装紙等）」の総合印刷を行う。
- 「国内最大規模の輪転印刷工場」や、「パッケージやPOPの印刷・組立を行う枚葉印刷工場」、「DMの印刷加工・封入・発送代行をワンストップで行うDM専門工場」を主要な拠点とする。
- 他社に先駆け、印刷の全工程デジタル化を達成した。
- 省エネ設備の開発など、環境への取り組みに力を入れている。

## 沿革
- 1980年8月 - 東京都豊島区東池袋2丁目に共立印刷株式会社（資本金400万円）を設立。
- 1981年
  - 8月 - 北海道札幌市に札幌営業所を開設
  - 9月 - 東京都豊島区に株式会社ケーアンドエムプロセス（現：株式会社インターメディア・コミュニケーションズ）を設立
- 1983年3月 - 埼玉県児玉郡上里町に埼玉工場（現：児玉第7工場）を新設
- 1984年12月 - 東京都豊島区東池袋3丁目に本社を移転
- 1990年3月 - 埼玉県児玉郡上里町の児玉工業団地隣接地に埼玉第二工場（現：児玉第5工場）を新設
- 1994年8月 - 本社を東京都板橋区清水町に移転
- 1995年6月 - 埼玉県児玉郡上里町の児玉工業団地隣接地に埼玉第三工場（現：児玉第6工場）を新設
- 1997年6月 - 東京都板橋区に共立製本株式会社を設立
- 1998年
  - 2月 - 愛知県名古屋市に名古屋営業所を開設
  - 6月 - 東京都板橋区に株式会社インフォビジョンを設立
  - 8月 - 大阪府大阪市に大阪営業所を開設
- 1999年10月 - 埼玉県本庄市いまい台に埼玉本庄工場（現：本庄第1工場）を新設
- 2001年3月 - MBOにより編集、企画、取材、デザイン制作部門（SIC事業部）を株式会社エス・アイ・シー（現　株式会社SIC）に営業譲渡
- 2002年1月 - 制作・プリプレス部門を株式会社インフォビジョンに営業譲渡
- 2005年
  - 2月 - ジャスダック証券取引所に株式を上場
- 2005年10月 - 埼玉県本庄市いまい台に共立製本株式会社の埼玉第二工場（現：本庄第4工場）を新設
- 2006年
  - 2月 - 埼玉県本庄市いまい台に埼玉本庄工場B棟（現：本庄第2工場）を新築
  - 3月 - 東京証券取引所第二部に株式を上場。
- 2007年
  - 3月 - 東京証券取引所第一部に株式を上場。
  - 4月 - 共立製本株式会社を吸収合併
- 2008年1月 - 香川県高松市に高松営業所を開設
- 2010年
  - 4月 - 株式会社インフォビジョンを吸収合併
  - 12月 - 埼玉県本庄市いまい台に本庄第3工場を新設
- 2011年9月 - 株式会社SICを連結子会社化[2]
- 2013年4月 - 株式会社ヴィア・ホールディングス（旧：暁印刷株式会社、旧：あかつきビーピー株式会社）より株式会社暁印刷の株式を取得し、株式会社暁印刷を連結子会社化[3]
- 2015年8月 - 株式会社西川印刷を連結子会社化[4]
- 2017年8月 - 埼玉県児玉郡上里町に情報出力センターを新設
- 2020年9月 - 埼玉県本庄市に本庄ロジスティックセンターを新設
- 2021年7月 - 株式会社今野を連結子会社化
- 2022年
  - 9月29日 - 東京証券取引所スタンダード市場上場廃止。
  - 10月1日 - 株式会社KYORITSUを完全親会社とする株式交換により持株会社体制へ移行[5]。

## 事業所
- 本社 - 東京都板橋区
- 営業所 - 札幌営業所、名古屋営業所、大阪営業所、高松営業所、福岡営業所
- 輪転印刷工場 - 埼玉県本庄市（本庄いまい台産業団地）2工場
- 枚葉印刷工場 - 埼玉県本庄市（本庄いまい台産業団地）1工場
- 情報物流出力センター（DM専門工場） - 埼玉県児玉郡上里町（児玉工業団地）1工場
- 製本工場 - 埼玉県本庄市（本庄いまい台産業団地）1工場、埼玉県児玉郡上里町（児玉工業団地）2工場
- 紙加工工場 - 埼玉県児玉郡上里町（児玉工業団地）1工場
- 物流倉庫 - 埼玉県児玉郡上里町（児玉工業団地）

## KYORITSU
KYORITSUグループの持株会社

### 沿革
- 1981年5月 - 東京都練馬区に有限会社ウエルを設立
- 2022年
  - 5月 - 株式会社ウエルから株式会社KYORITSUに社名変更。
  - 7月 - 本店を東京都板橋区に移転。
  - 10月1日 - 株式交換により共立印刷株式会社を完全子会社化。
  - 10月1日 - 東京証券取引所スタンダード市場に株式を上場。
  - 11月21日 - 子会社株式の現物配当により、共立印刷の子会社である株式会社SIC、株式会社暁印刷、株式会社西川印刷、株式会社暁NEXT、株式会社今野、株式会社インターメディア・コミュニケーションズの株式を取得し直接子会社化[7]。
- 2023年1月1日 - 子会社株式会社暁印刷の電子書籍制作事業及び配信取次事業等のデジタル事業を分割し、株式会社暁NEXTに継承[8]。

### 連結子会社
- 共立印刷株式会社 - 総合印刷業・BPO事業
- 株式会社暁印刷 - 総合印刷業
- 株式会社西川印刷 - 総合印刷業・BPO事業
- 株式会社暁NEXT - デジタル事業
- 株式会社SIC - 広告の企画、制作業
- 株式会社今野 - 生分解性プラスチックフィルムの製造販売
- 株式会社インターメディア・コミュニケーションズ - 不動産賃貸業、生分解性プラスチックフィルムの販売